# Хворостянівська сільська рада
| Хворостянівська сільська рада — колишній орган місцевого самоврядування у Старобільському районі Луганської області з адміністративним центром у с. Хворостянівка. Історична дата утворення: в 1957 році. Водоймища на території, підпорядкованій даній раді: річка Айдар. Сільській раді підпорядковані населені пункти: - с. Хворостянівка - с. Кам'янка - с. Лозовівка |

## Склад ради
Рада складається з 16 депутатів та голови.

### Керівний склад ради
| ПІБ                         | Основні відомості                                                    | Дата обрання | Дата звільнення |
| --------------------------- | -------------------------------------------------------------------- | ------------ | --------------- |
| Перепилиця Олексій Петрович | Сільський голова, 1954 року народження, освіта, член Партії регіонів | 26.03.2006   | 20.05.2010      |
| Покалюк Людмила Миколаївна  | Сільський голова, 1962 року народження, освіта вища, позапартійна    | 31.10.2010   |                 |

Примітка: таблиця складена за даними джерела